# Stopłat

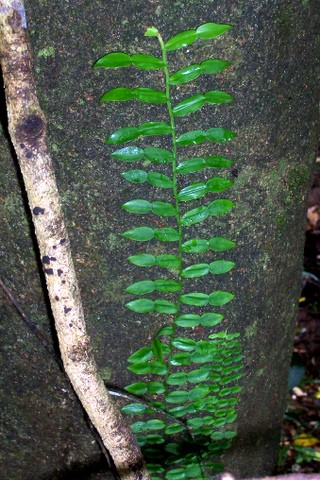
Pokrój Pothos longipipes

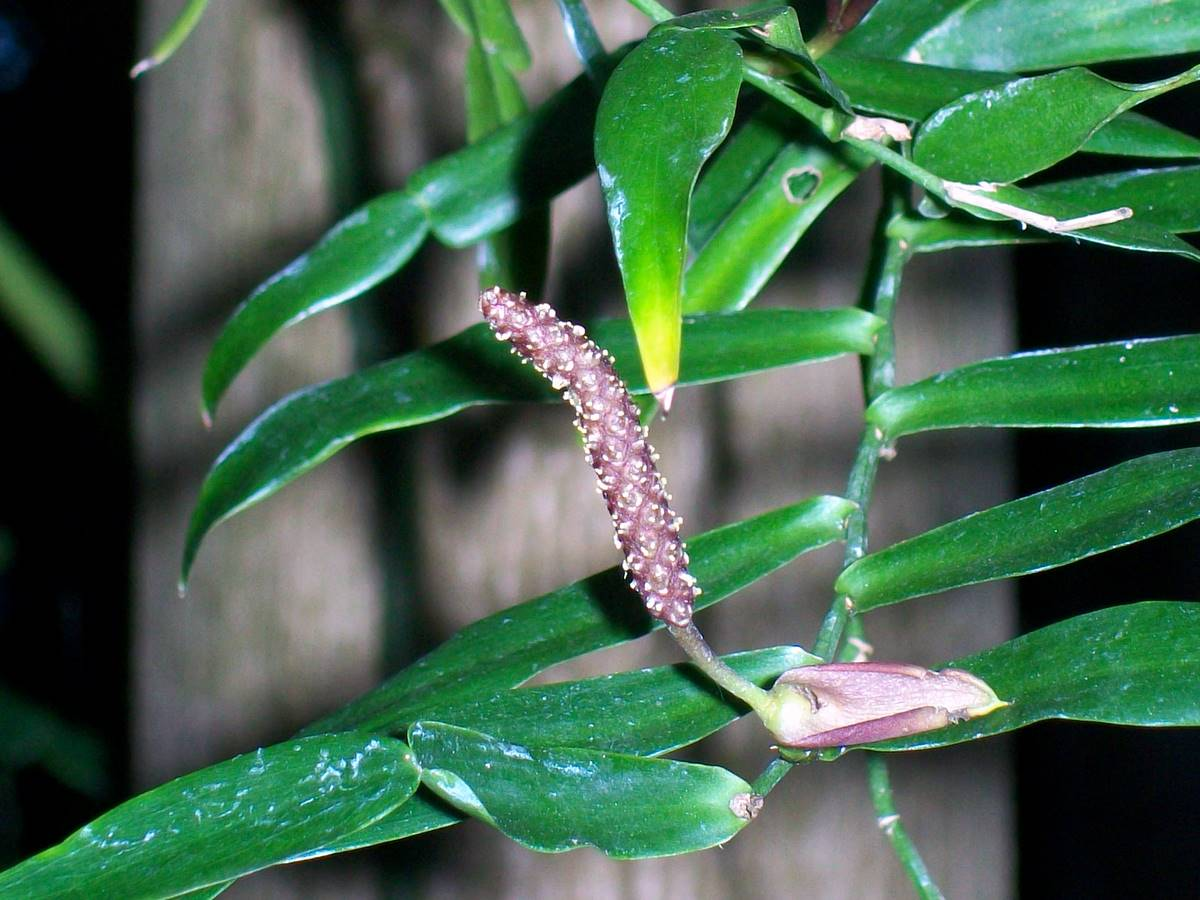
Kwiatostan Pothos longipipes

Stopłat, potos (Pothos L.) – rodzaj roślin zielnych z rodziny obrazkowatych, obejmujący 56 gatunków, występujących na obszarze od wysp zachodniego Oceanu Indyjskiego przez Indie, Chiny, Indochiny, Malezję i Papuę-Nową Gwineę do Australii i południowo-zachodniej Oceanii.

## Morfologia
ŁodygaŁodyga raczej zdrewniała, o dolnych węzłach ukorzeniających się, a górnych wolnych i wiszących, o długości od 3 m (P. curtisii) do 15 m (P. macrocephalus). Pędy boczne niekiedy wyrastają na poziomie pochew liściowych, a niekiedy wierzchołkowo.
LiścieUlistnienie naprzemianległe. Ogonki liściowe szerokie, spłaszczone, oskrzydlone lub typowe, z długą pochwą liściową, niekiedy zredukowaną do pary bezbarwnych żeberek, osiągające długość od kilku do kilkunastu centymetrów i szerokość do 2 cm. Blaszki liściowe równowąsko-lancetowate do jajowatych lub eliptycznych, o wymiarach od 2–10×1–4 cm (stopłat pnący) do 10–34×2,5–10 cm (P. leptostachyus) i 3–21×1,5–25 cm (P. chinensis).
KwiatyRośliny jednopienne, tworzące pojedyncze lub wierzchotkowo skupione (4–6) kwiatostany typu kolbiastego pseudancjum. Pęd kwiatostanowy, bardzo krótki do bardzo długiego, wyrasta z pachwiny liścia. Pochwa kwiatostanu jajowata do równowąskiej, rzadko bardzo długa. Kolba jajowata, kulista, cylindryczna lub eliptyczna, siedząca do osadzonej na długiej szypule, gęsto lub luźno pokryta kwiatami płodnymi. Kwiaty obupłciowe, z 4–6 listkami okwiatu, wolnymi lub całkowicie zrośniętymi, składają się z 4–6 wolnych pręcików o wydłużonych, spłaszczonych nitkach i eliptycznych pylnikach, oraz pojedynczej, jajowato-podłużnej do spłaszczonej, (2?-)3-komorowej zalążni. W każdej komorze powstaje pojedynczy, anatropowy zalążek. Szyjki słupka niekiedy szerokości zalążni, znamiona dyskowato-kuliste do guzkowatych.
OwoceJagody, eliptyczne do jajowatych, zwykle czerwone, rzadziej białawe lub purpurowe. Nasiona eliptyczne, o gładkiej łupinie, bez bielma.

## Biologia i ekologia
RozwójByliny, wiecznie zielone hemiepifityczne pnącza, rzadziej litofity, liany lub hemiepifity wtórne.
SiedliskoSkały, drzewa, pagórki i polany w tropikalnych i subtropikalnych, wilgotnych lub suchych lasach wiecznie zielonych i deszczowych. Rośliny występują przede wszystkim na glebach wapiennych, ale także na glebach ilastych, piaszczystych, a także granitach i piaskowcach, na wysokości 50–1970 m n.p.m.
GenetykaLiczba chromosomów 2n = 24, 36.

## Systematyka
Pozycja rodzaju według Angiosperm Phylogeny Website (aktualizowany system APG IV z 2016)Należy do plemienia Potheae, podrodziny Lasioideae, rodziny obrazkowatych (Araceae), rzędu żabieńcowców (Alismatales) w kladzie jednoliściennych (ang. monocots).
Gatunki
| - Pothos armatus C.E.C.Fisch. - Pothos atropurpurascens M.Hotta - Pothos barberianus Schott - Pothos beccarianus Engl. - Pothos brassii B.L.Burtt - Pothos brevistylus Engl. - Pothos brevivaginatus Alderw. - Pothos chinensis (Raf.) Merr. - Pothos clavatus Engl. - Pothos crassipedunculatus Sivad. & N.Mohanan - Pothos curtisii Hook.f. - Pothos cuspidatus Alderw. - Pothos cylindricus C.Presl - Pothos dolichophyllus Merr. - Pothos dzui P.C.Boyce - Pothos englerianus Alderw. - Pothos falcifolius Engl. & K.Krause - Pothos gigantipes Buchet ex P.C.Boyce - Pothos gracillimus Engl. & K.Krause - Pothos grandis Buchet ex P.C.Boyce & V.D.Nguyen - Pothos hellwigii Engl. - Pothos hookeri Schott - Pothos inaequilaterus (C.Presl) Engl. - Pothos insignis Engl. - Pothos junghuhnii de Vriese in F.A.W.Miquel - Pothos keralensis A.G.Pandurangan & V.J.Nair - Pothos kerrii Buchet ex P.C.Boyce - Pothos kingii Hook.f. | - Pothos lancifolius Hook.f. - Pothos laurifolius P.C.Boyce & A.Hay - Pothos leptostachyus Schott - Pothos longipes Schott - Pothos longivaginatus Alderw. - Pothos luzonensis (C.Presl) Schott - Pothos macrocephalus Scort. ex Hook.f. - Pothos mirabilis Merr. - Pothos motleyanus Schott - Pothos oliganthus P.C.Boyce & A.Hay - Pothos ovatifolius Engl. - Pothos oxyphyllus Miq. - Pothos papuanus Becc. ex Engl. - Pothos parvispadix Nicolson - Pothos philippinensis Engl. - Pothos pilulifer Buchet ex P.C.Boyce - Pothos polystachyus Engl. & K.Krause - Pothos remotiflorus Hook. - Pothos repens (Lour.) Druce - Pothos roxburghii de Vriese - Pothos salicifolius Ridl. ex Burkill & Holttum - Pothos scandens L. – stopłat pnący - Pothos tener Wall. in W.Roxburgh - Pothos thomsonianus Schott - Pothos touranensis Gagnep. - Pothos versteegii Engl. - Pothos volans P.C.Boyce & A.Hay - Pothos zippelii Schott |

Podział rodzaju
Heinrich Wilhelm Schott dokonał podziału rodzaju na 2 podrodzaje: Eupothos (m.in. ogonki liściowe płaskie, oskrzydlone) i Allopothos (ogonki liściowe typowe). Engler dokonał dalszego podziału, dzieląc podrodzaje na 4 i 3 sekcje, mając na uwadze przede wszystkim budowę kwiatostanów tych roślin. Obecnie uwzględnia się podział rodzaju zaproponowany przez Schotta. Przykładowymi przedstawicielami obu podrodzajów są:
- Eupothos: Pothos chinensis, Pothos dzui, Pothos gigantipes, Pothos grandis, Pothos kerrii, Pothos macrocephalus, Pothos pilulifer, Pothos repens, Pothos scandens,
- Allopothos: Pothos curtisii, Pothos kingii, Pothos lancifolius, Pothos lorispathus, Pothos touranensis.

## Nazewnictwo
Toponimia nazwy naukowejNazwa naukowa rodzaju pochodzi od syngaleskiego słowa pota, będącego na Sri Lance zwyczajową nazwą rośliny z gatunku Pothos scandens. Do roku 1749 Linneusz i inni europejscy botanicy używali dla określenia rodzaju nazwy żeńskiej Potha. Po zaakceptowaniu nazwy Pothos, do roku 1841 była ona używana w rodzaju żeńskim (np. Pothos lanceolata).
Nazwy rodzajoweW roku 1852 Ignacy Rafał Czerwiakowski w pracy Opisanie róślin jednolistniowych lekarskich i przemysłowych użył dla określenia rodzaju Pothos nazwy „stopłat”, podając jako nazwę oboczną „potos”. Czerwiakowski podał też polską nazwę dwóch gatunków Pothos scandens („stopłat pnący”) i Pothos gracilis („stopłat wysmukły”), przy czym ten ostatni obecnie uznawany jest za synonim gatunku Pothos tener. W roku 1894 Erazm Majewski w Słowniku nazwisk zoologicznych i botanicznych polskich... podał polskie nazwy tego rodzaju: „potos”, „samopłat” i „samożyj”, te trzy nazwy w roku 1900 podał również Józef Rostafiński w Słowniku polskich imion rodzajów oraz wyż̇szych skupień roślin, poprzedzony historyczną rozprawą o źródłach. Współczesne słowniki tego rodzaju nie podają polskiej nazwy tego rodzaju.

## Zastosowanie
Rośliny leczniczeW Chinach Pothos chinensis używany jest w postaci papki, bezpośrednio na ukąszenia owadów, a napar z tej rośliny stosowany jest do kąpieli w przypadku guzów oraz spożywany w razie kaszlu. Owoce i liście stopłata pnącego stosowane są jako kompres, a cała roślina stosowana jest na rany, z uwagi na działanie przyspieszające krzepnięcie krwi.
Rośliny ozdobneStopłaty, a przede wszystkim stopłat pnący, są często spotykane w ogrodach botanicznych. Są uprawiane na pniach dla epifitów w szklarniach tropikalnych.